# Gastropteron
Gastropteron is een geslacht van weekdieren uit de klasse van de Gastropoda (slakken).

## Soorten
- Gastropteron bicornutum Baba & Tokioka, 1965
- Gastropteron chacmol Gosliner, 1989
- Gastropteron hamanni Gosliner, 1989
- Gastropteron japonicum Tokioka & Baba, 1964
- Gastropteron odhneri Gosliner, 1989
- Gastropteron pacificum Bergh, 1894
- Gastropteron rubrum (Rafinesque, 1814)
- Gastropteron sibogae Bergh, 1905
- Gastropteron sinense A. Adams, 1861
- Gastropteron vespertilium Gosliner & Armes, 1984
- Gastropteron viride Tokioka & Baba, 1964